# Stefania Reindl
Stefania Reindl (ur. 24 lutego 1922 w Krakowie, zm. 11 marca 1993 tamże) – polska gimnastyczka, olimpijka z Helsinek 1952.

## Życiorys
Reprezentantka krakowskich klubów: Korony, Cracovii, Wisły.
Mistrzyni Polski w:
- wieloboju w roku 1950
- skoku przez konia w latach 1950, 1954
- ćwiczeniach na równoważni w latach 1948, 1950, 1951
- ćwiczeniach wolnych w latach 1948, 1950, 1954
- ćwiczeniach na poręczach w roku 1950.

Największym jej sukcesem był brązowy medal zdobyty w ćwiczeniach wolnych podczas mistrzostw świata w Bazylei. Podczas tych samych mistrzostw świata zajęła 5. miejsce w wieloboju drużynowym.
Na igrzyskach olimpijskich w 1952 zajęła:
- 8. miejsce w wieloboju drużynowym
- 18. miejsce w skoku przez konia
- 26. miejsce w ćwiczeniach wolnych
- 29. miejsce w ćwiczeniach na poręczach
- 38. miejsce w wieloboju indywidualnym
- 94. miejsce w ćwiczeniach na równoważni